# Óscar Macías (Schiedsrichter)

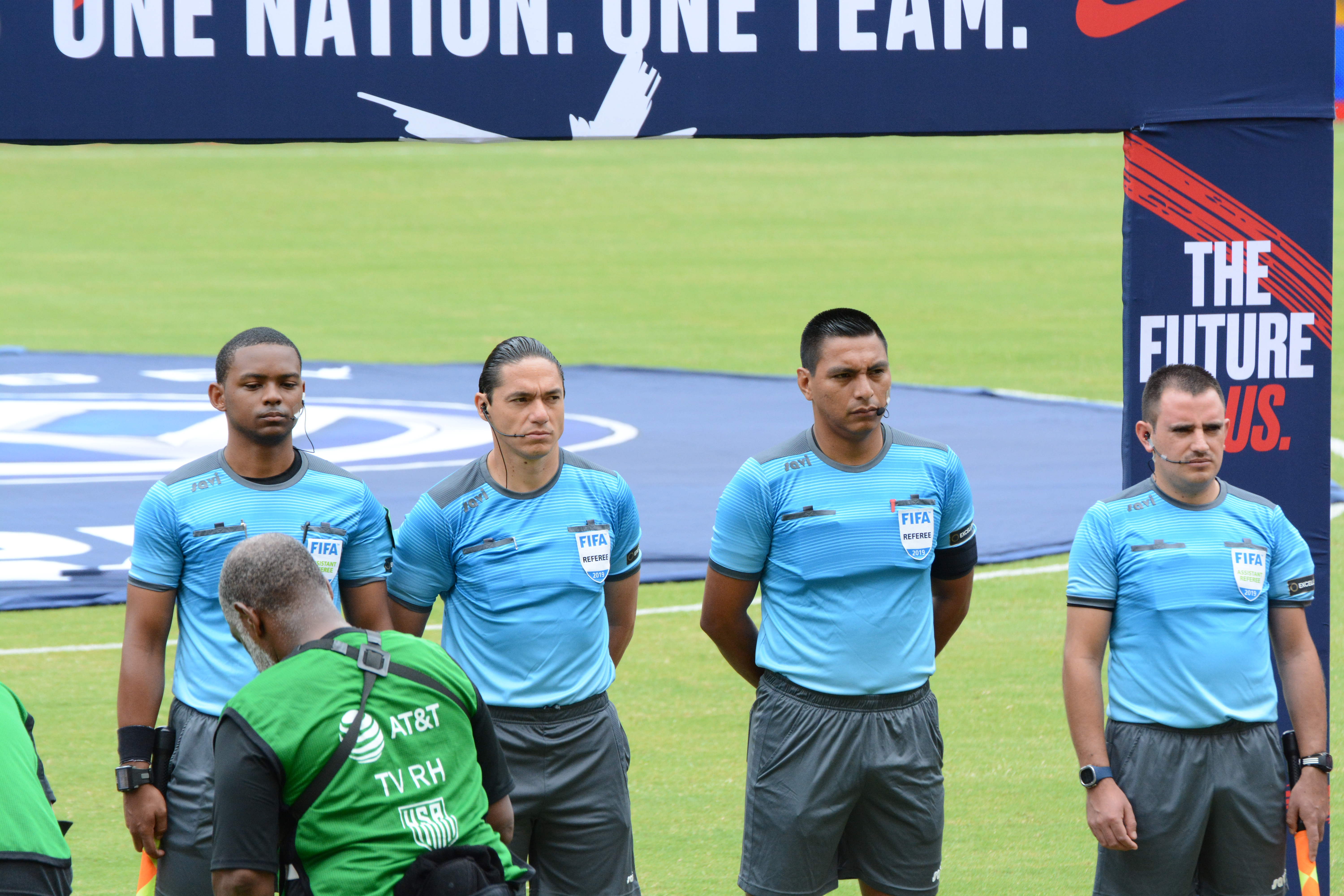
Óscar Macías (2. von links; 2019)

Óscar Macías Romo (* 9. September 1981 in Aguascalientes, Aguascalientes) ist ein mexikanischer Fußballschiedsrichter.
Macías leitet seit Juli 2011 Spiele in der mexikanischen Liga MX; er hatte bislang über 215 Einsätze.
Von 2015 bis 2022 stand er auf der Liste der FIFA-Schiedsrichter und leitete internationale Fußballspiele. Er hatte unter anderem Einsätze in der CONCACAF Nations League, im CONCACAF Champions Cup, in der CONCACAF League und bei Freundschaftsspielen.